# P.K. Subban
Pernell Karl „P. K.” Subban (ur. 13 maja 1989 w Toronto, Ontario) – kanadyjski hokeista, reprezentant Kanady, olimpijczyk.

## Życie prywatne
Jego bracia Malcolm (ur. 1993) i Jordan (ur. 1995) oraz kuzyn Marselis (ur. 1995) także są hokeistami. 23 sierpnia 2019 zaręczył się z amerykańską narciarką alpejską Lindsey Vonn.

## Kariera klubowa
- Markham Islanders Mn Mdgt AAA (2004-2005)
- Belleville Bulls (2005-2009)
- Hamilton Bulldogs (2009-2010)
- Montreal Canadiens (2010-2016)
- Nashville Predators (2016-2019)
- New Jersey Devils (2019-)

Jest wychowankiem klubu Bert Robinson Flames. Od 2005 przez cztery sezony grał w juniorskich rozgrywkach OHL w ramach CHL w barwach Belleville Bulls. W międzyczasie w drafcie NHL z 2007 został wybrany przez Montreal Canadiens. W maju 2009 podpisał kontrakt wstępny z tym klubem. W sezonie 2009/2010 grał w zespole farmerskim, w lidze AHL. Od lutego 2010 gra w drużynie z Montrealu w lidze NHL. W styczniu 2013 przedłużył kontrakt o dwa lata. W sierpniu 2014 przedłużył kontrakt o osiem lat. Od czerwca 2016 zawodnik Nashville Predators w toku wymiany za Shea Webera. W czerwcu 2019 przeszedł do New Jersey Devils.

## Kariera reprezentacyjna
Został reprezentantem Kanady. Występował w kadrze juniorskiej kraju na mistrzostwach świata do lat 17 w 2006, do lat 20 w 2008, 2009. W kadrze seniorskiej uczestniczył w turniejach mistrzostw świata w 2013 oraz zimowych igrzysk olimpijskich 2014.

## Sukcesy

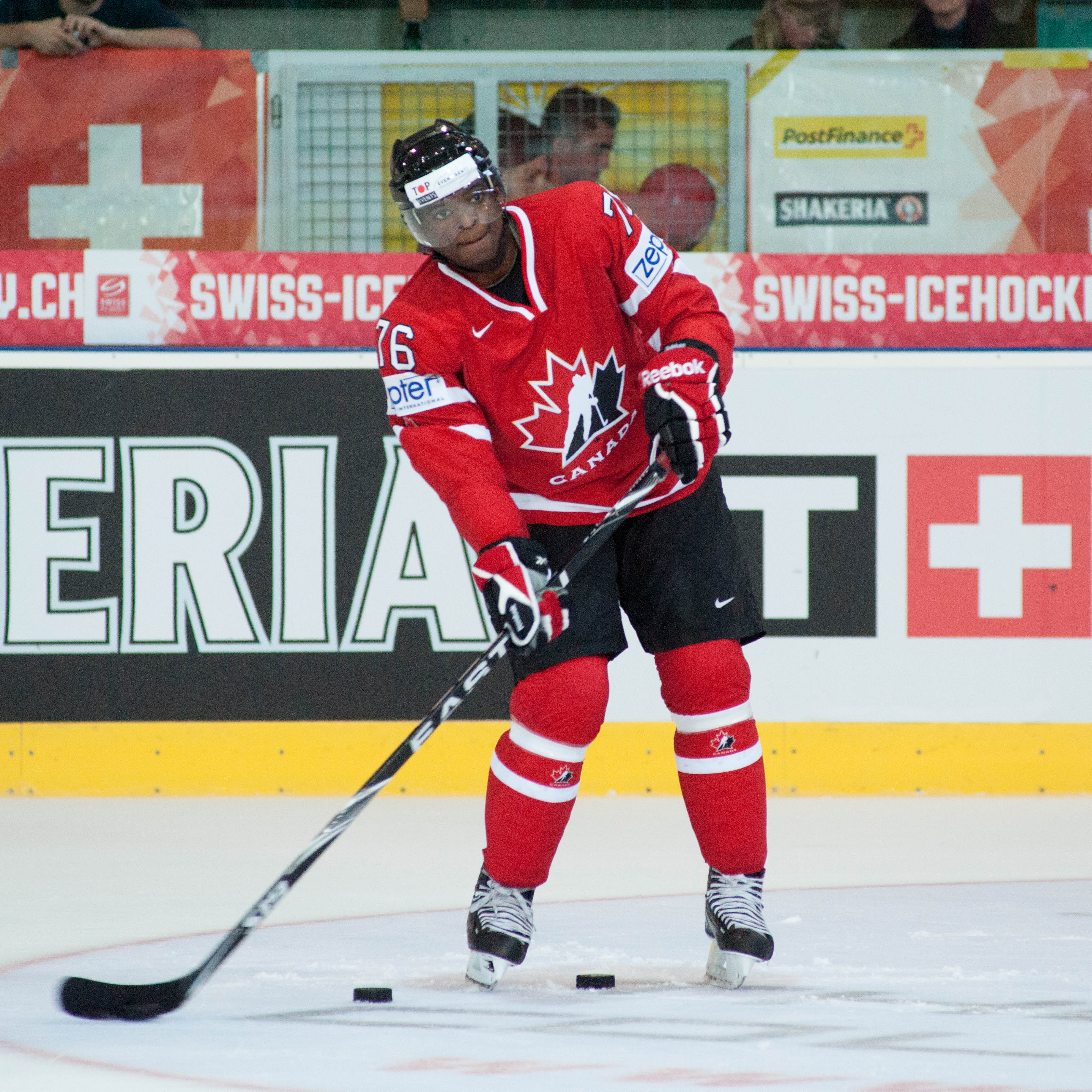
P.K. Subban w barwach Kanady (2012)

Reprezentacyjne
- Złoty medal mistrzostw świata juniorów do lat 20: 2008, 2009
- Złoty medal zimowych igrzysk olimpijskich: 2014

Klubowe
- Leyden Trophy: 2007, 2008, 2009 z Belleville Bulls
- Bobby Orr Trophy: 2008 z Belleville Bulls
- Mistrzostwo dywizji AHL: 2010 z Hamilton Bulldogs
- Norman R. „Bud” Poile Trophy: 2010 z Hamilton Bulldogs

Indywidualne
- Sezon OHL 2008/2009:
  - Pierwszy skład gwiazd
- Mistrzostwa Świata Juniorów w Hokeju na Lodzie 2009/Elita:
  - Pierwsze miejsce w klasyfikacji +/- turnieju: +12[12]
  - Pierwsze miejsce w klasyfikacji kanadyjskiej wśród obrońców turnieju: 9 punktów[13]
  - Dziewiąte miejsce w klasyfikacji kanadyjskiej turnieju: 9 punktów[14]
  - Jeden z trzech najlepszych zawodników reprezentacji na turnieju[15]
  - Skład gwiazd turnieju[16]
- Sezon AHL 2009/2010:
  - Pierwsze miejsce w klasyfikacji strzelców wśród obrońców: 18 goli
  - Pierwszy skład gwiazd
  - Skład gwiazd pierwszoroczniaków
- Sezon NHL (2010/2011):
  - NHL All-Rookie Team
- Sezon NHL (2012/2013):
  - Druga Gwiazda miesiąca - marzec 2013
  - James Norris Memorial Trophy - najlepszy obrońca
  - Pierwszy skład gwiazd
- Występ w Meczu Gwiazd NHL w sezonie 2016-2017
- Występ w Meczu Gwiazd NHL w sezonie 2017-2018